# كاتاي دراغون
كاتاي دراغون (دراغون إير سابقاً) (بالصينية: 國泰港龍航空) هي شركة طيران سابقة، كانت تتخذ من مطار هونغ كونغ الدولي مركزا لعملياتها. وكانت نقل الركاب إلى 44 وجهة في 13 بلدا وإقليما مختلفا في جميع أنحاء آسيا، بما في ذلك اتفاقات الرمز المشترك.لدى أسطول الشركة جميع طائرات إيرباص التي تتكون من عائلة إيرباص إيه 320 و321 وإيرباص إيه 330.
كاتاي للطيران مملوكة بالكامل لشركة الطيران كاثاي باسيفيك وهي عضو في تحالف عالم واحد. أسست الشركة في 24 مايو 1985 بواسطة تشاو كوانغ بيو الرئيس الفخري الحالي للشركة.غادرت بأول رحلة لها في هونغ كونغ لكوتا كينابالو، ماليزيا بعد أن منح شهادة تشغيل جوي (AOC) من قبل حكومة هونغ كونغ في يوليو 1985.
وصلت عدد رحلات طيران التنين مع شركتها الأم كاثاي باسيفيك إلى 138000 رحلة في 2010، قامت فيها بنقل 27 مليون راكب وحوالي 1.8 بليون كلغ من من البضائع والرسائل.

## التاريخ

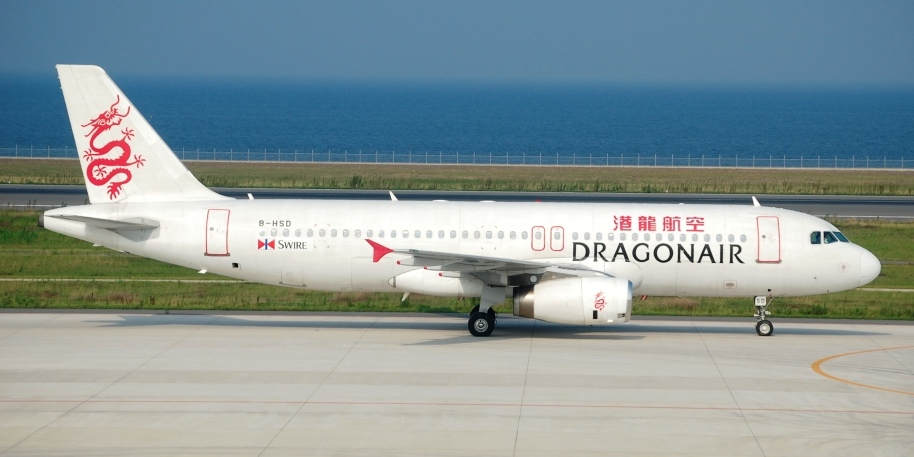
إيرباص إيه 320-200

تأسست الشركة في هونغ كونغ في 24 مايو 1985 بناءً على مبادرة من تشاو كوانغ بيو، رئيس مجلس الإدارة الفخري الحالي، كشركة تابعة لشركة هونغ كونغ ماكاو الدولية للاستثمار. بدأت عملياتها في يوليو 1985 ببوينغ 737-200 من مطار كاي تاك الدولي إلى مطار كوتا كينابالو الدولي في ماليزيا بعد أن منحت شهادة تشغيل جوي (AOC) من قبل حكومة هونغ كونغ. بدأت الشركة خدماتها ل بوكيت، تايلند فضلاً عن ست مدن ثانوية في الصين القارية في 1986. في 1987 صارت الشركة أول شركة طيران من هونغ كونغ تنضم كعضو فعال إلى اتحاد النقل الجوي الدولي (IATA).
كانت الشركة أول منافس لكاثاي باسيفيك أكبر شركة طيران من هونغ كونغ في أربعين سنة، ومنذ بدايتها، قاتلت كاثاي باسيفيك لمنع تطبيقات رحلات الدخول. أعلنت الشركة توسعها في 1987 بطلب طائرتان من نوع ماكدونل دوغلاس أم دي-11 طويل الأمد.بعد جلسة ساخنة من قبل سلطة ترخيص النقل الجوي لهونغ كونغ
قامت الشركة بتغيير إسمها من دراغون إير إلى كاتاي دراغون في عام 2016.
أعلنت شركة كاثي باسيفيك في 21 أكتوبر 2020 أنه كجزء من إعادة الهيكلة بسبب مرض فيروس كورونا 2019، ستوقف عمليات كاتاي دراغون. تم تسريح كل طاقم الطائرة والطيارين تقريبًا، إلى جانب الغالبية العظمى من الموظفين في الشركة الفرعية.

## الوجهات
قبل إيقاف عملياتها، قامت شركة الطيران بتقديم خدماتها إلى 47 وجهة بما في ذلك 22 وجهة في بر الصين الرئيسي من قاعدتها الأم هونغ كونغ.

### اتفاقيات الرمز المشترك
كان لدى كاتاي دراغون اتفاقية الرمز المشترك مع شركات الطيران التالية:
- طيران كندا[11]
- طيران الصين
- الخطوط الجوية الأمريكية[12]
- طيران بانكوك
- كاثي باسيفيك
- فين إير[13]
- الخطوط الجوية الماليزية
- كانتاس
- خطوط إس سفن[14]
- خطوط شينزين الجوية[15]

## الأسطول

### أسطول قبل الدمج
قامت كاتاي دراجون بتشغيل أسطول من طائرات إيرباص بالكامل. كان الأسطول يتألف من الطائرات التالية قبل دمجها مع كاثي باسيفيك:
| الطائرة                  | في الخدمة | مطلوبة | الركاب | الركاب       | الركاب   | الركاب  | ملاحظات                                                                         |
| الطائرة                  | في الخدمة | مطلوبة | الأولى | رجال الأعمال | السياحية | المجموع | ملاحظات                                                                         |
| ------------------------ | --------- | ------ | ------ | ------------ | -------- | ------- | ------------------------------------------------------------------------------- |
| إيرباص إيه 320           | 10        | —      | —      | 8            | 156      | 164     | أوقف تشغيل الطائرات بعد إيقاف أعمالها ونفلت واحدة منها إلى شركة الطيران الأم    |
| إيرباص إيه 321           | 7         | —      | —      | 24           | 148      | 172     | أوقف تشغيل 3 طائرات بعد إيقاف أعمالها ونفلت 5 طائرات منها إلى شركة الطيران الأم |
| عائلة إيرباص إيه 320 نيو | —         | 16     | —      | 12           | 190      | 202     | نقلت إلى.شركة الطيران الأم.                                                     |
| إيرباص إيه 330           | 18        | 2      | 8      | 42           | 230      | 280     |                                                                                 |
| إيرباص إيه 330           | 18        | 2      | —      | 42           | 265      | 307     |                                                                                 |
| إيرباص إيه 330           | 18        | 2      | —      | 24           | 293      | 317     |                                                                                 |
| المجموع                  | 35        | 18     |        |              |          |         |                                                                                 |

### الأسطول التاريخي
| الطائرة                  | المجموع   | أدخلت     | سحبت      | ملاحظات                  |
| ------------------------ | --------- | --------- | --------- | ------------------------ |
| إيرباص إيه 300           | غير معروف | غير معروف | غير معروف |                          |
| إيرباص إيه 320           | 18        | 1993      | 2020      | سحبت                     |
| إيرباص إيه 321           | 1         | 1999      | 2020      |                          |
| إيرباص إيه 330           | 21        | 1995      | 2020      |                          |
| بوينغ 737                | 6         | 1985      | 1993      |                          |
| بوينغ 747                | 1         | 2001      | 2009      |                          |
| بوينغ 747                | 3         | 2001      | 2010      |                          |
| بوينغ 747-400            | 4         | 2006      | 2010      |                          |
| لوكهيد إل-1011 تراي ستار | 1         | 1990      | 1995      |                          |
| لوكهيد إل-1011 تراي ستار | 2         | 1990      | 1995      | مستأجرة من كاثي باسيفيك. |

## الخدمات
الطعام والشراب اللذان يقدمان في الرحلات مجهزان بواسطة شركة (LSG) وهي شركة مساعدة لطيران التنين.تقدم في الرحلات داخل الصين القارية، مجموعة متنوعة من الأطباق مثل ديم سام، أرز مقلي، خنزير مشوي مع أرز مقلي ودجاجة مع الفلفل التايلندي الحلو.المشروبات والكعك يقدمان فقط في الدرجة السياحية في الرحلات بين هونغ كونغ وتشانغشا وكلارك وهايكو وقوانغتشو وسانيا.
نظام الترفيه الجوي في طيران التنين، يوفر 10 قنوات فيديو و 16 قناة صوتية على إيرباص إيه 330-300 بدون تلفزيونات شخصية في الدرجة الأولى.